# محمد فال ولد البناني

## حياته
وهو محمد فال بن أحمد بن البناني الفاضلي الديماني  ديبلوماسي وشاعر موريتاني ولد سنة 1902م، في قرية التاكلالت التابعة لمقاطعة المذرذرة
بدأ تعليمه بدراسة القرآن الكريم وعلوم اللغة والفقه على شيوخ وعلماء في عصره ومن ثم التحق في بوتلميت بالمدرسة الفرنسية الوحيد في البلاد والمعروفة تاريخئذن بمعهد أبي تليميت واكملها لتتاح له بعد ذلك فرصة اكمال دراسته في السينغال حيث دخل المدرسة العليا في مدينة سان لويس ليتخرج منها معلما للفرنسية.
بدأحياته العملية كمدرس للغة الفرنسية ومترجما لدى الإدارة الفرنسية التي كانت تحكم موريتانيا حيث تم ترشيحه أولا ليكون أول رئيس  لموريتانيا، ولكن الاختيار وقع في الأخير على المختار ولد داداه.
ويعد ولد البناني هو أول من أطلق تسمية الجمهورية الإسلامية الموريتانية على موريتانيا ويؤرخ الأستاذ المختار ولد حامد لذلك في الشعر الشعبي بالابيات التالية ا:
وهو كذلك أول من اقترح شكل العلم الموريتاني الحالى.
بعد الاستقلال عمل مستشارا للرئيس المختار ولد داداه وسفيرا لموريتانيا في لبنان وممثلا لها لدي منظمة رابطة العالم الإسلامي وهو من ساهم كذلك في تأسيسها، ثم عمل سفيرا لها في الغابون بعد اعتناق رئيسها الحاج عمر بونجو للإسلام.
يعتبر رجلا من أنبل الناس وأكرمهم  ومن أبرز علماء المسلمين في القرن العشرين وهو كذلك من أبرز بناة موريتانيا الحديثة، لقد كان الشيخ البناني رجلا جوادا منفقا ماله في سبيل الله وكان كثير الإحسان إلى الفقراء واليتامى فلقد أدرك حقيقة الدنيا وعمل لما بعد الموت رغم المناصب السامية التي تبوأها فقد عاش حياة متواضعة جدا، بذل ماله في الإنفاق واقتناء أمهات الكتب فلم يورث مما يشار إليه سوى مكتبة من أغنى مكتبات المنطقة تحتوى نفائس الكتب ومخطوطات نادرة من ضمنها موسوعة عن تاريخ موريتانيا من تأليفة وهي غير مطبوعة.
ألف الشيخ عدة مؤلفات من ضمنها أعرف وطنك أيها المسلم وتذكر أن موريتانيا جزء منه، تم تقديم الكتاب من طرف الأستاذ

## من شعره
قال في مدح صديقه رئيس الوزراء اللبناني المشهور صائب سلام

## مؤلفاته
أعرف وطنك أيها المسلم و تذكر أن موريتانيا جزء منه  وقد قدم له المختار ولد حامد. لهذا الكتاب.

## وفاته
توفي في موريتانيا عام 1417-1996.